# 郭金龙
郭金龙（1947年7月—），江苏南京人，中国共产党、中华人民共和国政治人物，原副国级领导人。中共第十五届中央候补委员，十六、十七、十八届中央委员、十八届中央政治局委员。

## 生平

### 四川
1964年至1969年，在南京大学物理系声学专业学习。1969年8月参加工作。1969年至1970年，留校待分配。1970年至1973年，任四川省忠县水电局电力股干部。1973年至1979年，任忠县体委教练。1979年至1980年，任中共忠县县委宣传部理论教员。1979年4月加入中国共产党。1980年至1981年，任忠县文教局副局长。1981年至1983年，任四川省忠县文化局局长。1983年至1985年，任中共忠县县委副书记、县长。
1985年至1987年，任中共四川省委农村政策研究室副主任、四川省农村经济委员会副主任。1987年至1990年，任中共乐山市委副书记。1990年至1992年，任中共乐山市委书记。1992年10月至1993年，任中共四川省委常委。1993年至1993年，任中共四川省委副书记。

### 西藏
1993年12月至1994年，任中共西藏自治区党委副书记。1994年至2000年，任中共西藏自治区党委常务副书记。2000年10月至2004年，任中共西藏自治区党委书记。

### 安徽
2004年12月至2005年，任中共安徽省委书记。2005年至2007年，任中共安徽省委书记、安徽省人大常委会主任。

### 北京
2007年11月至2008年，任中共北京市委副书记、副市长代市长，北京奥组委执行主席、党组副书记。2008年1月至2012年，任中共北京市委副书记、市长，北京奥组委执行主席、党组副书记（2009年8月免）。2012年7月至2012年11月，任中共北京市委书记。2012年11月至2017年，任中共中央政治局委员，中共北京市委书记。在郭金龙主政北京期间，北京市在2015年7月31日成功获得第二十四届冬季奥林匹克运动会主办权。

### 中央
2017年5月至2017年10月，任中共中央政治局委员，中央精神文明建设指导委员会副主任。
2017年10月，70岁的郭金龙在中共十九大后退休。
2024年12月，郭金龙以峰会大陆方面理事长身份出席在厦门市举行的两岸企业家峰会年会。